# السفارة السعودية في تركمانستان
سفارة المملكة العربية السعودية في تركمنستان، هي بعثة دبلوماسية سعودية تقع العاصمة عشق آباد ويترأس البعثة سفير خادم الحرمين الشريفين سعيد بن عثمان سويعد. العنوان: شارع يونس امره منطقة 2/1 - مركز إمبيريال الدولي للأعمال.

## وصلات خارجية
- موقع سفارة المملكة العربية السعودية في تركمنستان
- وزارة الخارجية السعودية (بالعربية)
- Ministry of Foreign Affairs of Kingdom of Saudi Arabia (بالإنجليزية)